# 斯姆里蒂
斯姆里蒂 是印度教流传至今的一種文獻。 斯姆里蒂有多種版本，而且在流傳的過程中被人多次改寫。斯姆里蒂部分內容影響了印度教教法。